# Herbert Edelsbrunner

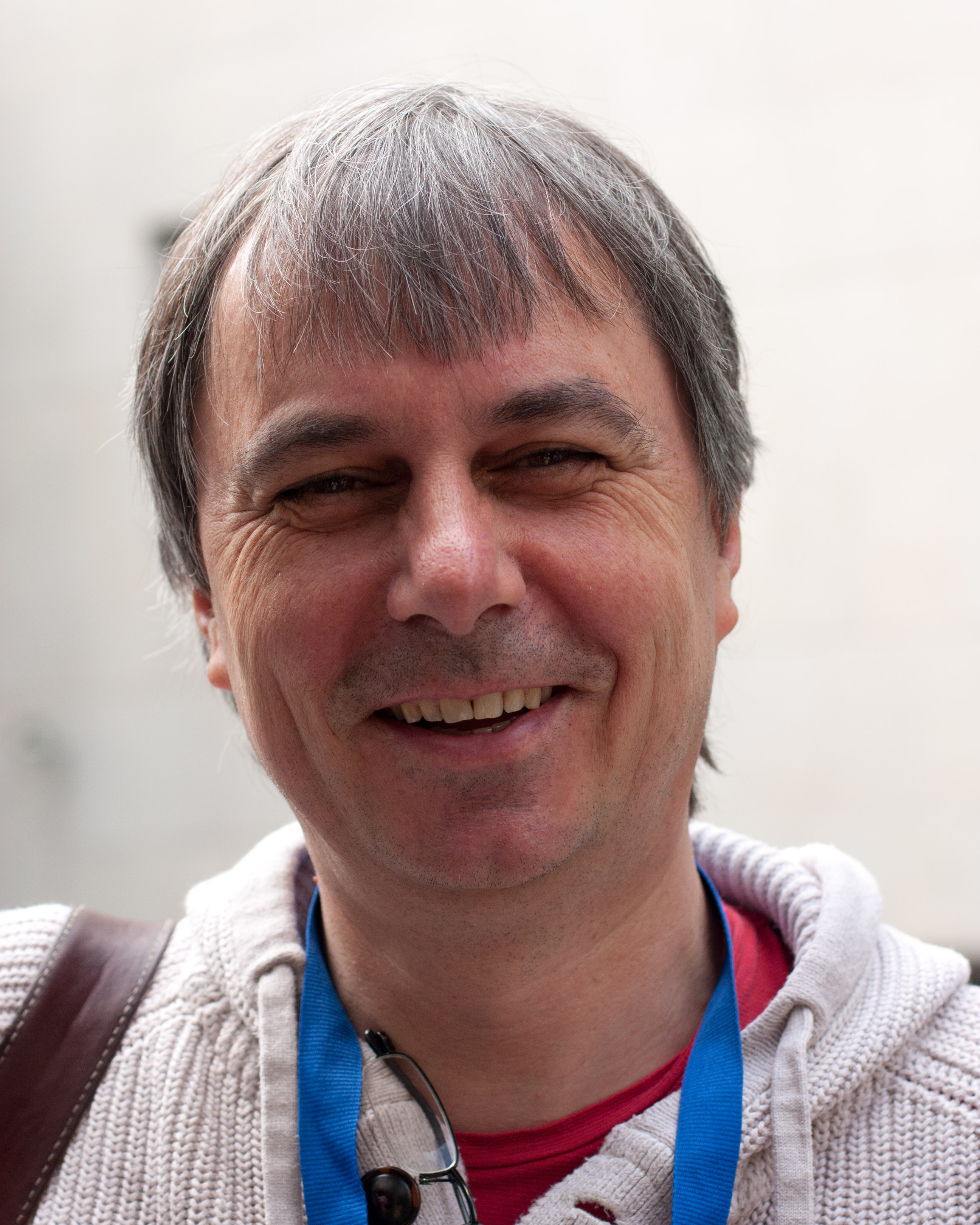
Herbert Edelsbrunner (2011)

Herbert Edelsbrunner (* 14. März 1958 in Graz) ist ein österreichischer Informatiker und Mathematiker, der sich mit rechnergestützter Geometrie (Computational Geometry) und  Topologie befasst.

## Leben
Edelsbrunner stammt aus Unterpremstätten. Während seiner Schulausbildung wechselte er von der Hauptschule in das Grazer Bundesrealgymnasium Keplerstraße.
Im Jahr 1980 erhielt er sein Diplom und wurde 1982 an der TU Graz bei Hermann Maurer promoviert (Intersection problems in computational geometry). Er war danach noch kurz weiter Assistent in Graz und ab 1985 Professor an der University of Illinois at Urbana-Champaign (ab 1990 mit voller Professur) und ab 1999 an der Duke University. Seit 2009 ist er Professor am Institute of Science and Technology Austria in Klosterneuburg bei Wien.
Er war Gastprofessor am Lawrence Livermore National Laboratory, an der Berlin Mathematical School, an der École normale supérieure und kürzlich am Institute of Advanced Study der Kyoto-Universität, sowie Moore Scholar am Caltech. Er war mehrfach Gastwissenschaftler am Thomas J. Watson Research Center von IBM.
1996 gründete er die Firma Raindrop Geomagic, heute Geomagic, die Software für dreidimensionale Geometrische Modellierung herstellt. Er entwickelte unter anderem die Alpha Shapes Software speziell für Molekül-Modellierung. Mit Ernst Peter Mücke entwickelte er ein automatisches Verfahren, um geometrische Algorithmen robuster zu machen.
2012 hielt er einen Plenarvortrag auf dem Europäischen Mathematikerkongress (ECM) in Krakau (Persistent homology and applications). 2008 wurde er Mitglied der Leopoldina und 2005 der American Academy of Arts and Sciences. Seit 2009 ist er ordentliches Mitglied der Academia Europaea und seit 2014 wirkliches Mitglied der Österreichischen Akademie der Wissenschaften. 2006 erhielt er einen Ehrendoktor der TU Graz, und 1991 erhielt er den Alan T. Waterman Award.
Im Jahr 2018 erhielt er den mit 1,4 Millionen Euro dotierten Wittgenstein-Preis.
Edelsbrunner ist in vierter Ehe verheiratet. Er hat einen Sohn aus erster Ehe und eine Tochter aus zweiter Ehe.

## Schriften
- Herbert Edelsbrunner: Algorithms in Combinatorial Geometry. Hrsg.: W. Brauer, G. Rozenberg, A. Salomaa (= Monographs on Theoretical Computer Science). Springer, Berlin u. a. 1987, ISBN 3-540-13722-X.
- Herbert Edelsbrunner, John L. Harer: Computational Topology: An Introduction. American Mathematical Society, Providence, RI 2010, ISBN 978-0-8218-4925-5.
- Herbert Edelsbrunner: Geometry and Topology for Mesh Generation. Cambridge University Press, 2001, ISBN 0-521-79309-2.

## Auszeichnungen (Auswahl)
- 1991: Alan T. Waterman Award
- 2006: Ehrendoktor der TU Graz
- 2018: Wittgenstein-Preis[9]
- 2020: Ehrenzeichen des Landes Steiermark für Wissenschaft, Forschung und Kunst[10]